# L'instint del llenguatge
L'instint del llenguatge (títol original en anglès The Language Instinct) és un llibre d'Steven Pinker publicat el 1994. És una obra divulgativa on es defensa la tesi segons la qual els humans neixen amb una capacitat innata per al llenguatge. Reprèn els objectius de Noam Chomsky, és a dir, que el llenguatge humà deriva d'una gramàtica universal, però s'allunya de l'escepticisme de Chomsky quant al fet que la teoria de l'evolució pot explicar l'instint del llenguatge.

## Tesi
Steven Pinker enumera un cert nombre d'idees rebudes sobre el llenguatge:
- Cal ensenyar el llenguatge als nens
- La major part de la gent té una gramàtica mediocre
- El llenguatge declina en permanència
- La llengua té un impacte important en la nostra percepció del món (hipòtesi de Sapir-Whorf)
- Es pot ensenyar llengües a animals com micos

Idees que a continuació critica. Veu en el llenguatge una aptitud única en els humans, produïda per l'evolució, per resoldre els problemes de comunicació al si dels caçadors-pescadors socials. Compara el llenguatge a altres exemples d'adaptacions en altres espècies, com el teixit de tela de l'aranya o la construcció de preses en el cas dels castors, que ell anomena «instints».
Considerant el llenguatge com un instint, Pinker vol distingir-lo de les invencions humanes com la metal·lúrgia o fins i tot l'escriptura. Mentre que certes cultures només posseeixen aquestes tecnologies, totes les cultures posseeixen el llenguatge. Els criolls es construeixen espontàniament al si de poblacions barrejades i aculturades. Apareixen també espontàniament llengües de signes amb una gramàtica construïda dins de grups de nens sords. Distingeix la noció de gramàtica universal de la que es considera gramàtica formal, lligada a una classe social.
Si hi ha un instint del llenguatge, hi ha aleshores un òrgan del llenguatge? Steven Pinker remarca que certs tipus de lesions cerebrals provoquen problemes precisos del llenguatge com l'afàsia de Broca o l'afàsia de Wernicke. Sembla que hi ha un període crític per a l'adquisició del llenguatge en els nens, com n'hi ha un per al desenvolupament de la vista en els gats.
Una bona part del llibre aborda el concepte de Noam Chomsky d'una gramàtica universal, una gramàtica a la qual totes les llengües universals es conformen. Pinker afirma que aquesta gramàtica està implementada en unes estructures del cervell humà, però que les estructures necessàries a l'aprenentatge només existeixen a una certa edat i són alliberades de seguida per alleujar el funcionament d'un cervell que consumeix cada cop més energia.